# L'Institution des premiers moines
L'Institution des premiers moines est un livre court, publié à la fin du XIVe siècle par Philippe Ribot, en tête d'une compilation de différents ouvrages. La publication initiale intitulée (la) Decem libri de institutione et peculiaribus gestis religiosorum carmelitarum, était, d'après Philippe Ribot, une compilation de différents livres, de différents auteurs, mais n'était pas son œuvre en propre. Le premier ouvrage (la) Liber de institutione primorum monachorum (L'institution des premiers moines), est attribuée à un évêque de Jérusalem du Ve siècle. Mais selon toute vraisemblance c'est bien Philippe Ribot qui en serait l'auteur.
Ce livre a eu une grande influence au Moyen Âge sur l'ordre des Carmes et la définition de leur spiritualité propre. Le livre, qui se présente comme une exégèse de 4 versets du Premier livre des Rois (1R 17,2-6), présentant Élie comme le premier prophète ermite, et le modèle à suivre pour tous les moines-ermites du mont Carmel.
La traduction et l'édition de 2013, intègre une introduction avec une étude historico-critique de l'ouvrage, ainsi qu'une réflexion exégétique sur la portée, aujourd'hui, de l'enseignement dispensé par Philippe Ribot.

## Historique
Ce livre a été publié dans une compilation d'ouvrage : Decem libri de institutione et peculiaribus gestis religiosorum carmelitarum à la fin du XIVe siècle. Il est le premier ouvrage de cette compilation. Si la publication latine originale est le fruit de Philippe Ribot, provincial de l'Ordre des Carmes et exégète, l'ouvrage lui-même se veut être écrit par Jean XLIV, évêque de Jérusalem. Si ce personnage a bien existé (il s'agit de Jean II de Jérusalem, évêque du Ve siècle ayant succédé à Cyrille de Jérusalem), de nombreuses personnes mettent en doute cette affirmation et attribuent à Philippe Ribot la paternité de l'ouvrage (ainsi que des autres livres publiés dans la compilation d'origine).
En effet, même si dans le prologue de sa publication il se défend d'être l'auteur des différents ouvrages qu'il publie, et juste le "compilateur" qui n'a fait que de minimes retouches, la prière d'action de grâce qu'il rédige à la fin de son 10e livre laisse supposer qu'il a fait « plus que de compiler des livres existants ». D'où pour certains les forts soupçons qu'il soit l'auteur direct des différents ouvrages. Certains spécialistes estiment que, même s'il est fort probable que Philippe Ribot ait repris des portions de textes de pères grecs dans son œuvre, la composition de ce petit livre est le fruit d'un auteur de langue latine,. Si l'auteur exact de l'œuvre est officiellement inconnu, la paternité en reste généralement attribuée à Philippe Ribot.
Cet ouvrage, rédigé un siècle et demi après la fondation de l'ordre, a eu une grande influence spirituelle sur cet ordre naissant. Aujourd'hui encore, le Père Otger Stegging n'hésite pas à considérer ce livre comme « la grande charte spirituelle carmélitaine ».

## Présentation de l'ouvrage

### Ouvrage original

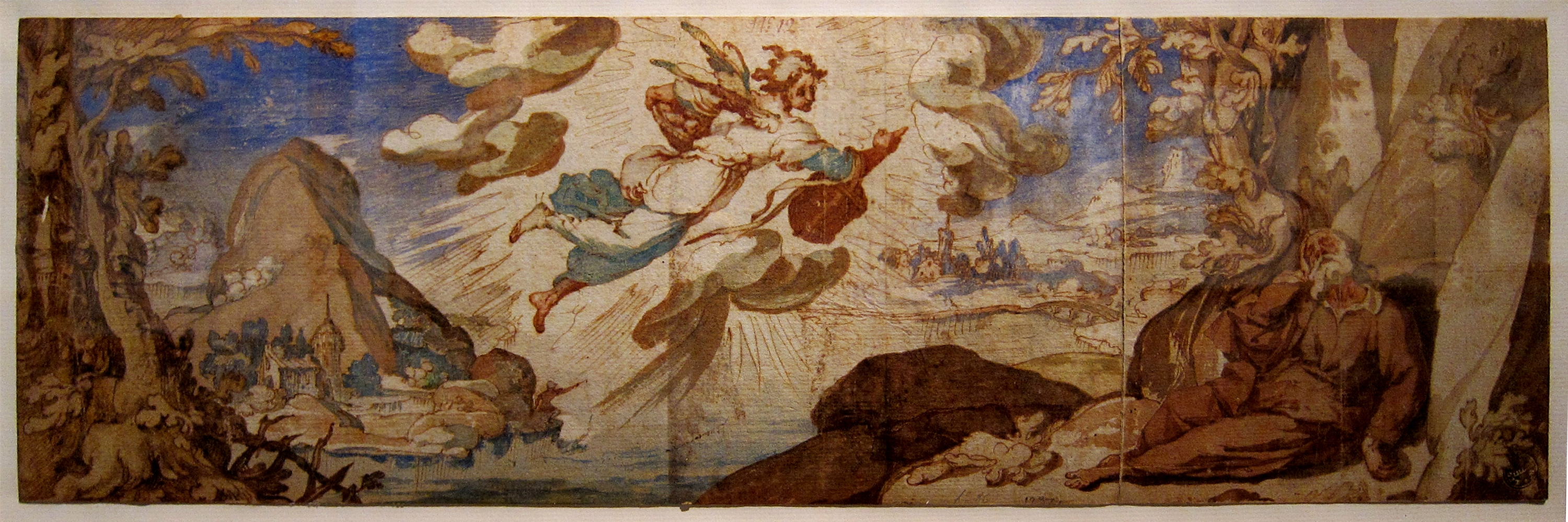
Élie au torrent de Kerit (par Andrea Boscoli)

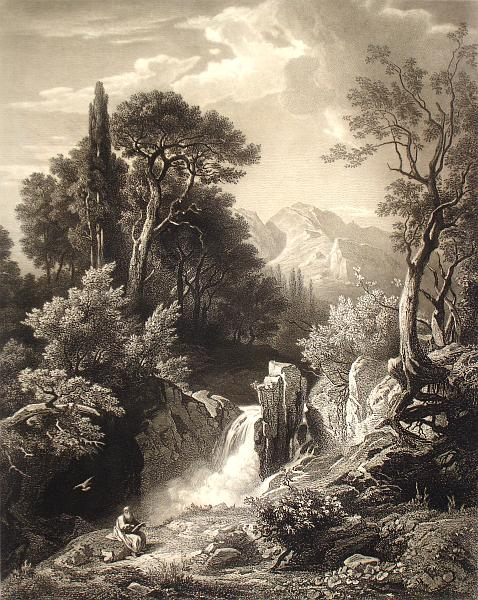
Gravure d'Élie au torrent de Kerit (par Johann Wilhelm Schirmer, 1851)

Ce petit traité de vie spirituelle à destination des ermites du mont Carmel est découpé en 9 chapitres. Il se veut un commentaire méthodique du chapitre 17, versets 2 à 6, du Premier livre des Rois (Voir 1R 17,2-6).

« La parole du Seigneur fut adressée à Élie  :

« éloigne-toi d'ici, marche face à l'Orient, et cache-toi près du torrent de Carith, qui fait face au Jourdain.

Tu boiras au torrent, et j’ai ordonné aux corbeaux de t'y apporter ta nourriture. »

Il partit donc et fit comme le Seigneur avait dit ; il alla s’assoir près du torrent de Carith, qui est fait face au Jourdain.

Les corbeaux lui apportaient du pain et de la viande le matin, du pain et de la viande le soir, et il buvait au torrent. »

Si le premier chapitre se veut une explication historique de la présence continue d'ermites, depuis le prophète Élie jusqu'au XIIe siècle, sur le mont Carmel (soit plus de 20 siècles), cette hypothèse est aujourd'hui historiquement non fondée, et peu probable. Cependant, au Moyen Âge, ce texte a eu un impact important dans la définition de la spiritualité carmélitaine.
Le second chapitre est une introduction à la vie d’Élie. Elle présente comment Élie est le premier prophète à avoir eu une vie érémitique, et sert donc de modèle aux ermites carmes.
Les chapitres suivants étudient les versets bibliques et définissent 4 degrés pour « s'élever jusqu'au sommet de la perfection prophétique » :
- chapitre 3[13] : 1er degré : le renoncement aux biens terrestres
- chapitre 4[14] : 2e degré : la lutte contre les désirs de la chair
- chapitre 5[15] : 3e degré : cache-toi dans la solitude, loin des villes
- chapitre 6[16] : 4e degré : sépare-toi du péché en vivant dans la charité

Le chapitre 7 « Du combat spirituel et de la récompense », un enseignement pour accéder à la perfection prophétique (garde ton cœur pur grâce à la charité parfaite).
Le chapitre 8 « De la persévérance », persévérer dans la perfection prophétique.
L'édition originale s'arrêtait ici, mais le 1er chapitre du second livre publié par Ribot a été ajouté (dans les éditions postérieures) comme 9e chapitre car celui-ci fait office de récapitulation et conclusion de toute l'œuvre.

### L'édition critique de 2013

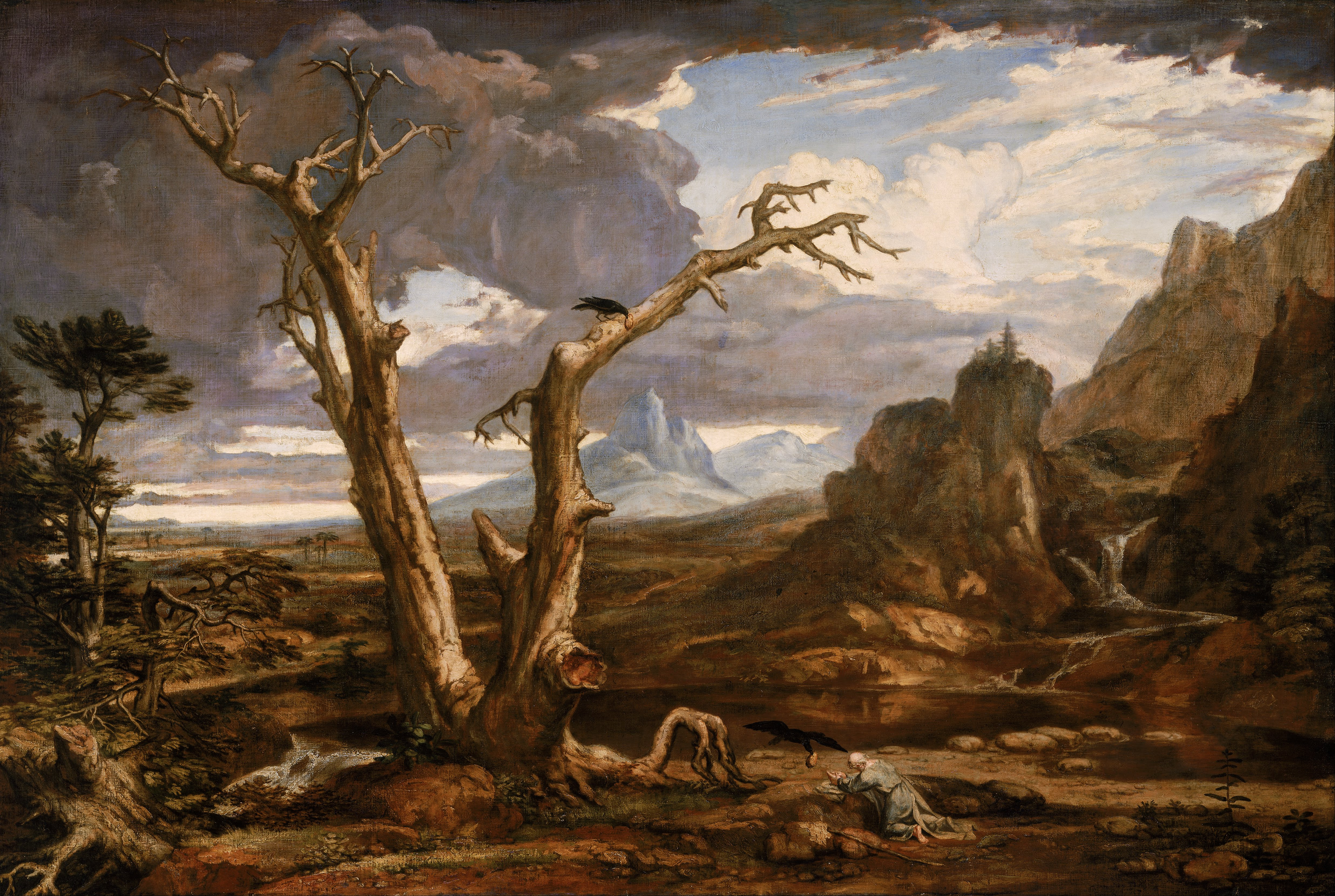
Élie dans le désert (Washington Allston, 1818)

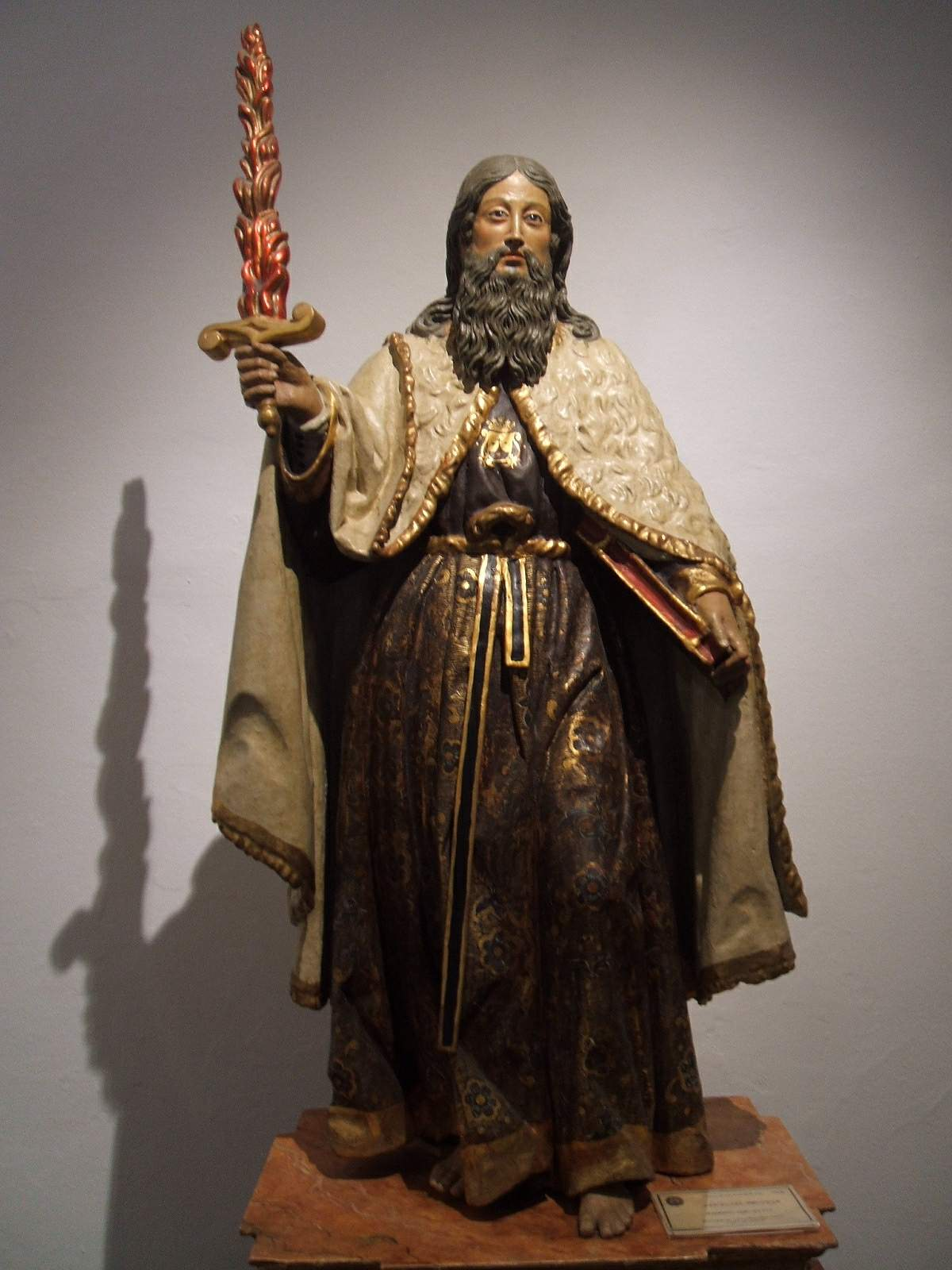
Élie dans l'art carmélitain (Ubeda, musée Jean de la Croix)

Cette édition critique du texte de Philippe Ribot est issue d'une traduction de sœur Pascale-Dominique Nau, accompagnée d'une introduction et d'une annexe du frère Jean-Philippe Houdret, o.c.d.
Une courte préface donne les sources de l'ouvrage. Elle est suivie d'une longue introduction présentant l'œuvre, le contexte historique, le plan de l'œuvre et des lignes exégétiques pour lire ce texte aujourd'hui. Par rapport à la version latine originale, un 9e chapitre a été rajouté au texte de P. Ribot : il s'agit du 1er chapitre de son second livre qui s'avère être un chapitre de « récapitulation de conclusion » analysant les derniers vers du Livre des Rois (1R 17,5-6) et la « mise en pratique, prescrite et expérimentée par Élie » d'alternance de vie érémitique et d'activité prophétique.
Enfin, une annexe ouvre le débat sur la pertinence d'intégrer ce chapitre 9 dans l'édition de ce livre ou non, en abordant différents points de vue et arguments.

## Les différentes éditions
Cet ouvrage a été publié et traduit à diverses reprises (souvent dans des recueils compilant différentes œuvres) voici quelques éditions connues :
- (la) Philippe Ribot, Liber de institutione primorum monachorum, xive siècle. Premier livre de la compilation Decem libri de institutione et peculiaribus gestis religiosorum carmelitarum.
- L'ouvrage est traduit, dès le XVe siècle, en anglais, en français, en dialecte de Liège (par Thomas de Lemborch) ainsi qu'en espagnol[25],[26].
- Collectif, Les plus vieux textes du Carmel : traduits et commentés, Paris, Éditions du Seuil, 1945, 2e éd., 276 p..
- François de Sainte Marie, Les plus vieux textes du Carmel : traduits et commentés, Paris, Éditions du Seuil, 1961, 253 p..
- Philippe Ribot et Pascale-Dominique Nau (trad. du latin), L'institution des premiers moines, Toulouse, Éditions du Carmel, 3e trimestre 2013, 94 p. (ISBN 978-2-84713-204-5).